# 子庚
子庚（？—前552年），羋姓，名午，字子庚，又称王子午、令尹子庚，楚庄王之子，曾担任楚国的司马和令尹等重要职务。

## 生平

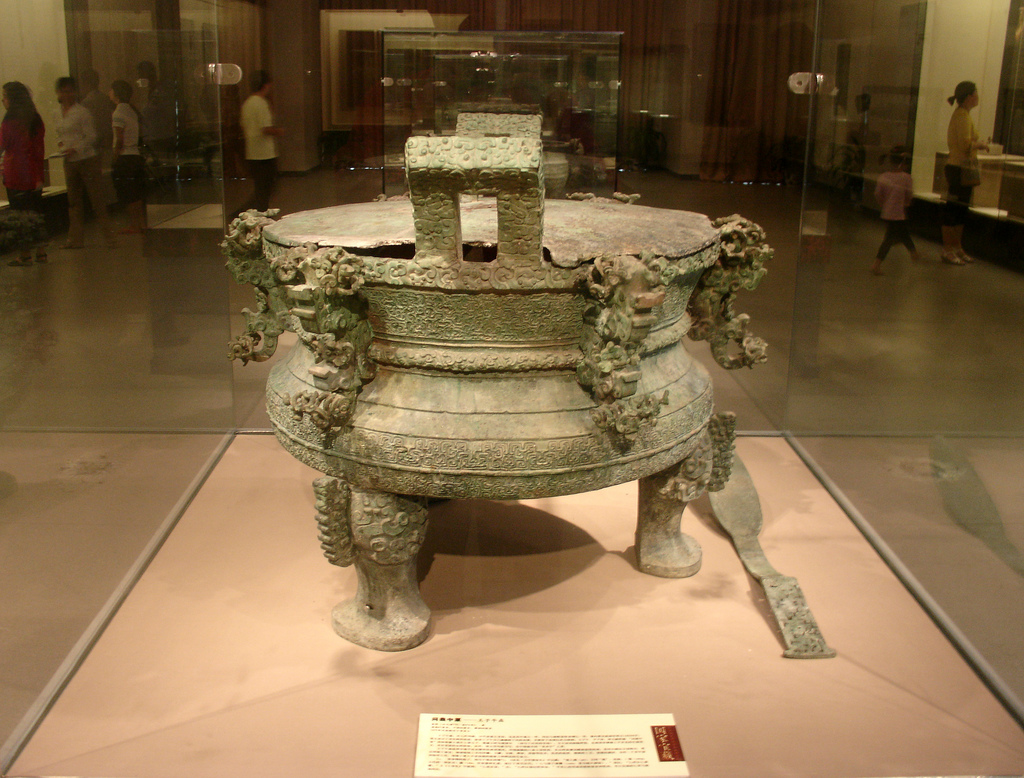
河南博物院收藏的王子午鼎

子庚最早是楚国的司马，令尹子重的助手。楚共王三十年（前561年）年底冬天，王子午护送兄長楚共王的夫人秦嬴（秦景公的妹妹）回秦国，却被秦国扣留，子庚之弟说服晋国大臣，让晋国在陈国修筑壶邱城，以此威胁秦国，秦人担心晋军修城后长期驻扎陈地，只好放了子庚。次年，楚共王去世，楚康王即位，吴国趁机攻打楚国，但子庚和养由基一起打败了吴军，并俘虏了公子党。楚康王二年（前558年），子庚接替子囊升任令尹。楚康王五年（前555年）冬，郑国子孔想借楚国兵力铲除异己，反叛晋国，然而子庚鉴于诸侯向着晋国，楚国很难与晋国争雄就没有答应出兵。但后来在楚康王的指示下，子庚率楚军进入郑国。后逢大雪，楚军大多冻伤，大军遭到惨败。前552年夏，子庚逝世。

## 相关文物
河南省南阳市淅川县下寺楚国古墓群的二号墓中，发现了一组7件王子午担任令尹时铸造的铜鼎。

## 参照
- 淅川下寺春秋楚墓
- 克黄